# Station Auckland
Het station Auckland (Engels: Auckland railway station) is een voormalig spoorwegstation in de Nieuw-Zeelandse stad Auckland. In 2011 zijn enkele perrons van het station in gebruik genomen door het nieuwe Strandstation.
Het station werd gebouwd tussen 1928 en 1930 en het werd in 1930 geopend. Het stationsgebouw is gebouwd in beaux-artsstijl en de bouw kostte 320.000 dollar.
In 2003 sloot het station, omdat het gunstiger gelegen station Britomart (nu Waitematā) werd geopend. In 2011 werden twee perrons van het oude station heropend als het Station Auckland Strand, genoemd naar de nabijgelegen straat. In eerste instantie was het enkel een reservestation dat gebruikt zou worden wanneer het station Britomart overbelast zou raken tijdens het WK Rugby. Later werd het nieuwe station structureel bediend door treinen, zoals de Te Huia richting Hamilton.
In het stationsgebouw werden vanaf 1999 appartementen gebouwd, waarin zeshonderd mensen, waaronder voornamelijk studenten, konden wonen. In 2007 bleek het gebouw echter niet bestand tegen sommige weersomstandigheden, waardoor er bijvoorbeeld lekkages ontstonden. In 2008 zegde de huurder van het stationsgebouw hierom het contract op. Hierna kwam Grand Central Apartments in het gebouw te zitten.